# Овация
Овацията (на латински: ovatio; на старогръцки: πεζὸς θρίαμβος) е форма на римския триумф и представлява тържествено влизане пеш или на кон на военачалник-победител в Рим. Овацията се получавала, когато войната не е на ниво държави; при победа над „по-недостойни“ противници (като роби и пирати); когато победата е постигната без кръвопролития или с по-малка опасност за генерала и армията му; когато войната не е напълно довършена.
При овацията, честваният влизал в града пеш или на кон. Празнуващият не бил облечен във величествена пурпурна роба (toga purpurea), украсена със злато, а носил обикновена тога (toga praetexta) с каквато се обличали магистратите; в ръцете си не носил скиптър; вместо с лавров венец (corona triumphalis) го окичвали с корона от мирта (ovalis corona); самото шествие не се огласяло от тромпети и не било водено от сената, а в него участвали конници и плебеи. Музиката се осигурявала от музиканти свирещи на флейти, обикновено не присъствали и войниците на генерала. Церемонията завършвала с принасяне на жертва овца, а не като при триумфа – когато в жертва се принасял бик.
Първата овация в историята е на Публий Постумий Туберт, а вероятно най-известната е на Марк Лициний Крас след въстанието на Спартак. Правото на овация имат само сенаторите. През периода на принципата, овация се присъжда само на членове на императорската фамилия. Последният генерал, който не е член на императорското семейство и празнува овация е Авъл Плавций през 47 г.

## Получили овация
Овациите по времето на Римската република:
- 503 пр.н.е. – Публий Постумий Туберт (след сабините)[7]
- 487 пр.н.е. – Гай Аквилий[11]
- 474 пр.н.е. – Аний Манлий Вулзон[12]
- 462 пр.н.е. – Тит Вентурий Гемин Цикурин[12]
- 421 пр.н.е. – Нумерий Фабий Вибулан[13]
- 410 пр.н.е. – Гай Валерий Поцит Волуз[14]
- 390 пр.н.е. – Марк Манлий Капитолин[15]
- 360 пр.н.е. – Марк Фабий Амбуст[12]
- 290 или 289 пр.н.е. – Маний Курий Дентат[16]
- 211 пр.н.е. – Марк Клавдий Марцел[17]
- 207 пр.н.е. – Гай Клавдий Нерон[18]
- 200 пр.н.е. – Луций Корнелий Лентул[19]
- 196 пр.н.е. – Гней Корнелий Блазион[12]
- 195 пр.н.е. – Марк Хелвий Блазион[12]
- 191 пр.н.е. – Марк Флувий Нобилиор[12]
- 185 пр.н.е. – Луций Манлий Ацидин Фулвиан[20]
- 182 пр.н.е. – Авъл Теренций Варон[21]
- 174 пр.н.е. – Апий Клавдий Центон[12]
- 135 пр.н.е. – Марк Перперна[22]
- 99 пр.н.е. – Маний Аквилий[23]
- 71 пр.н.е. – Марк Лициний Крас[8]
- 44 пр.н.е. – Юлий Цезар[12]
- 40 пр.н.е. – Октавиан Август[12]
- 40 пр.н.е. – Марк Антоний[12]
- 36 пр.н.е. – Октавиан Август[12]

Овациите по времето на Римската империя:
- 11 пр.н.е. – Нерон Клавдий Друз[24]
- 9 пр.н.е. (утвърдена 11 пр.н.е.) – Тиберий[25]
- 20 г. – Юлий Цезар Друз[26]
- 40 г. – Калигула[27]
- 47 г. – Авъл Плавций[28]
- 55 г. – Нерон[29]
- 93 г. – Домициан[30]